# 拉季吉
49°44′55″N 27°28′11″E / 49.74861°N 27.46972°E
拉季希（烏克蘭語：Ладиги）是位於烏克蘭西部的村莊，由赫梅利尼茨基州裡赫梅利尼茨基區的舊奧斯特羅皮利市鎮負責管轄。該村始建於1593年，面積4.02平方公里，海拔高度272米，2017年人口801。